# Enric Granados i Campiña
 Ovo je glavno značenje pojma Enric Granados i Campiña. Za druga značenja pogledajte Enric Granados (razdvojba).
Enric Granados i Campiña (špa. Antaléon Enrique Costanzo Granados y Campiña) (Lleida, kod Segrije, 27. srpnja 1867. – brod "Sussex" u La Mancheu, 24. ožujka 1916.), katalonski pijanist i skladatelj.
Uz Albeniza, jedan je od utemeljitelja nove španjolske umjetničke glazbe, romantik i vrlo blizak folkloru svoje domovine. U središtu njegova opusa su klavirske skladbe i solo-pjesme, u kojima je na folklornim temeljima izgradio individualan glazbeni govor s karakterističnim ornamentiranjem melodije. Bio je učenik F. Pedrella, a kao pijanist najviše je izvodio djela Chopina i Griega. Utopio se prigodom potapanja broda "Sussex".